# Edgar Cortright
Edgar Maurice Cortright (Hastings (Pensilvania), 29 de julio de 1923 – Palm City. 4 de mayo de 2014) fue un científico, ingeniero y oficial en jefe de la National Aeronautics and Space Administration (NASA). Sus puestos más destacados durante su carrera fueron el de director del Centro de investigación de Langley de la NASA y como presidente de la Junta de Revisión del Apolo 13, que investigó la explosión que ocurrió durante el vuelo espacial Apolo 13 en 1970.

## Biografía
Cortright se trasladó junto a su familia, de Hastings (Pensilvania) a Filadelfia donde realizó sus estudios primarios.

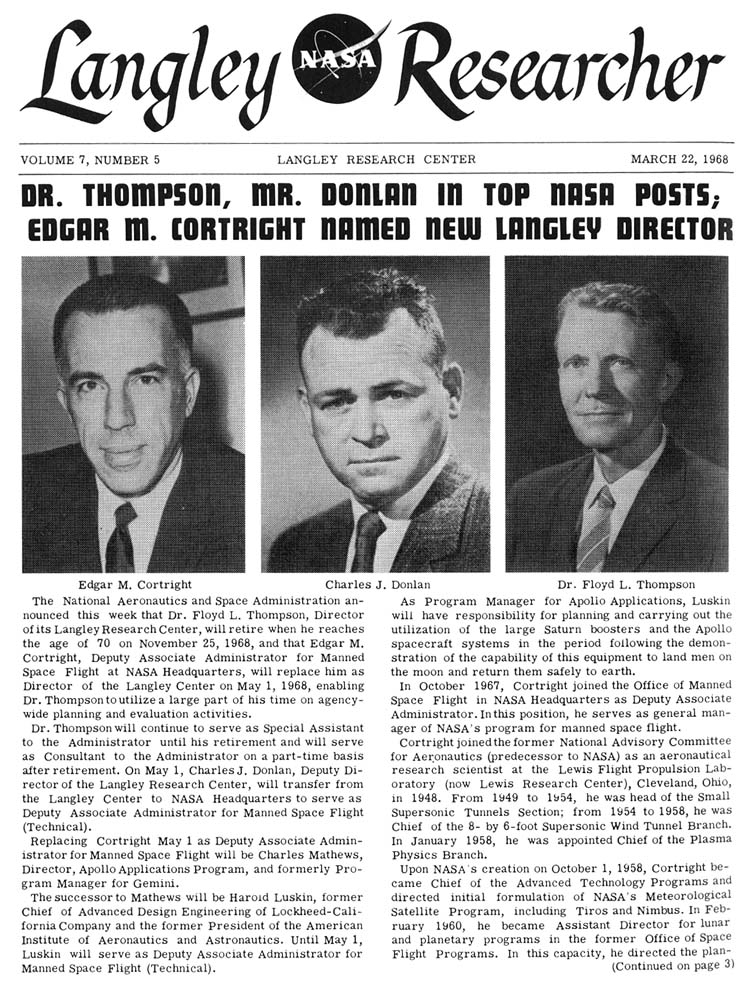
Nombramiento en Langley

Cortright sealistó en el ejército en 1941 donde llegó a ser teniente. Continuó trabajando en el Laboratorio de Propulsión de Vuelo Lewis del Centro de Investigación de Glenn en NACA, en Cleveland. Allí ocupó los cargos de investigador científico aeronáutico (1948); jefe de la Sección de Pequeños Túneles Supersónicos (1949-1954); y Jefe de la rama del túnel de viento supersónico de ocho por seis pies (1954-1958).
Obtuvo la licenciatura de ingeniería aeroespacial en el Instituto Politécnico Rensselaer entre 1947 y 1949. Allí, fue compañero de habitación de George Low (que posteriormente sería administrador de la NASA y después presidente del Instituto Rensselaer). Asistió a la escuela de Ingeniería nuclear del Comité Asesor Nacional para la Aeronáutica (NACA) en 1957. 
Empezó a trabajar en la NASA (sucesora de la NACA) como miembro fundador en 1958 y trabajó en el cuartel general de la NASA en Washington D. C. donde fue jefe del Departamento del Tecnología avanzada (1958–1959); asistente de director de los Programas Lunares y Planetarios, de los vuelos espaciales (1960–61), director Adjunto de Ciencias y Aplicaciones Espaciales (1961–1963), administrador adjunto adjunto de ciencias y aplicaciones espaciales (1963-1968); y Administrador Asociado Adjunto, Oficina de Vuelo Espacial Tripulado,(1968).
Fue Director del Centro de Investigación de Langley desde 1968 hasta 1975. Después del accidente del Apolo 13 en abril de 1970, Cortright fue nombrado presidente de la Junta de Investigación, que se estableció para investigar la causa del accidente. La Junta informó sus hallazgos a la NASA en junio de 1970.. En 1975, obtuvo el Doctorado en Ingeniería de Rensselaer (esto fue durante el tiempo en que fue Director en Langley).  

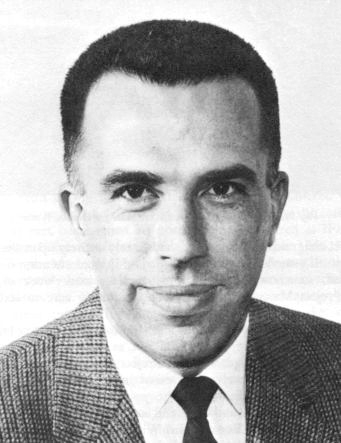
Edgar Cortright

Cortright dejó la NASA Para convertirse en Vicepresidente y director técnico del Owens Illinois Corporation desde 1975 hasta 1979. También ocupó los cargos de vicepresidente senior de ciencia e ingeniería (1978) y presidente (1979-1983) en  Lockheed-California Company en Los Ángeles, California.
Murió a causa de un derrame cerebral en Palm City (Florida), el 4 de mayo de 2014 a la edad 90 años.